# Yvonne Craig
Yvonne Joyce Craig (Taylorville, Illinois, 16 de mayo de 1937-Pacific Palisades, California, 17 de agosto de 2015) fue una actriz y bailarina de ballet estadounidense conocida principalmente por su papel de Batichica en la popular serie televisiva Batman, en 1967.

## Primeros años
Yvonne Craig fue originalmente un miembro del Ballet Ruso de Montecarlo en los años cincuenta. Gradualmente fue pasando a la actuación y en 1959 apareció en tres filmes: "The Young Land", "The Gene Krupa Story", and "Gidget". 
Yvonne protagonizó varios filmes, incluyendo roles junto a Elvis Presley ("Kissin Cousins") y Dennis Hopper, y apareció en "In Like Flint" la secuela de "Our Man Flint" interpretando a una bailarina rusa.

## Batman

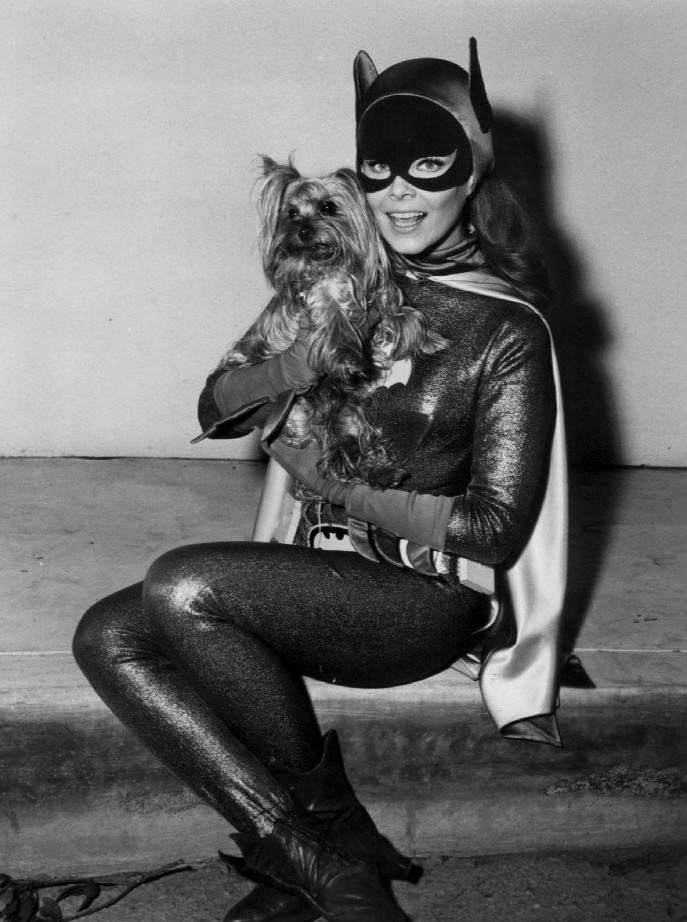
Yvonne Craig en el papel de Batgirl en 1968.

En Batman interpretó a Batgirl (Batichica), y su identidad secreta, Barbara Gordon (Bárbara Fierro en países de habla hispana), hija del comisionado Gordon (comisionado Fierro para esos mismos países). Apareció en la tercera y última temporada de la serie, en 1967. Aunque el programa ha sido etiquetado como una parodia, ser Batgirl le abrió la puerta a interpretar varias heroínas en los años siguientes, y se hizo popular como Marta, la hermosa esclava de piel verde originaria de Orión, en el episodio de Star Trek "A quien los dioses destruyen" (1969).
Su personaje en Batman fue introducido para animar a las adolescentes a que vieran la serie, así como en tanto que gancho suplementario para los adultos: posteriormente el personaje también sería incorporado a los cómics sustituyendo a la antigua Batgirl, que era la sobrina de Batwoman.

## Después de Batman
Después de Batman, Yvonne Craig continuó actuando esporádicamente en series de TV como Kentucky Jones, It Takes a Thief, The Mod Squad, The Six Million Dollar Man y Emergency!.
Craig aparece en el documental Ballets Russes.
También actuó en la serie televisiva wild wild west junto a Robert Conrad, la noche del ilustre Emir año 1966.-

## Fallecimiento
Falleció el 17 de agosto de 2015 a los 78 años en Pacific Palisades, luego de complicaciones por metástasis del cáncer de seno.